# Abraham Udovitch
Abraham Labe Udovitch (Winnipeg, 31 maggio 1933) è un islamista canadese.

## Carriera
Dopo aver consueguito il bachelor of science alla Columbia University nel 1958 e il M.A. nel 1959, nel 1965 ottenne il dottorato di ricerca all'Università Yale.
Udovitch ha insegnato alla Brandeis University e alla Cornell University prima di trasferirsi alla Università di Princeton nel 1968, dove ha ottenuto la cattedra "Khedouri Zilkha" per gli studi sulla cultura ebraica nel Vicino Oriente.
Condirettore della rivista scientifica islamistica Studia Islamica, è stato Direttore associato del Dictionary of the Middle Ages, curato dall'American Council of Learned Societies. Dal 1978 è stato componente del Comitato Esecutivo della The Encyclopaedia of Islam.
Udovitch è anche membro del World Executive Committee dell'International Center for Peace in the Middle East.
Nel 2010, la casa editrice olandese Brill di Leida ha pubblicato Histories of the Middle East: Studies in Middle Eastern society, economy and law in honor of A.L. Udovitch, edito da Roxani Eleni Margariti, Adam Sabra e Petra M. Sijpesteijn.

## Opere scelte
- Partnership and profit in medieval Islam, Princeton, 1970.
- The Middle East: Oil, conflict and hope, Lexington, 1976. (Editor)
- The Islamic middle east, 700-1900: Studies in economic and social history, Princeton, 1981. (Editor)
- The last Arab Jews: The communities of Jerba, Tunisia, New York, 1984. (Editor con Lucette Valensi)
- The Islamic world from classical to modern times: Essays in honor of Bernard Lewis, Princeton, 1988. (Editor)